# 水蛛
水蛛（学名：Argyroneta aquatica），又名潜水钟蜘蛛，为叶蛛科水蛛属的唯一一种蜘蛛。分布于欧洲以及中国大陆的内蒙古、吉林等地，常栖息于淡水中，是唯一一种完全生活在水中的蜘蛛。该物种的模式产地在欧洲。其身長可達15毫米，雄性體型比雌性大。

## 习性

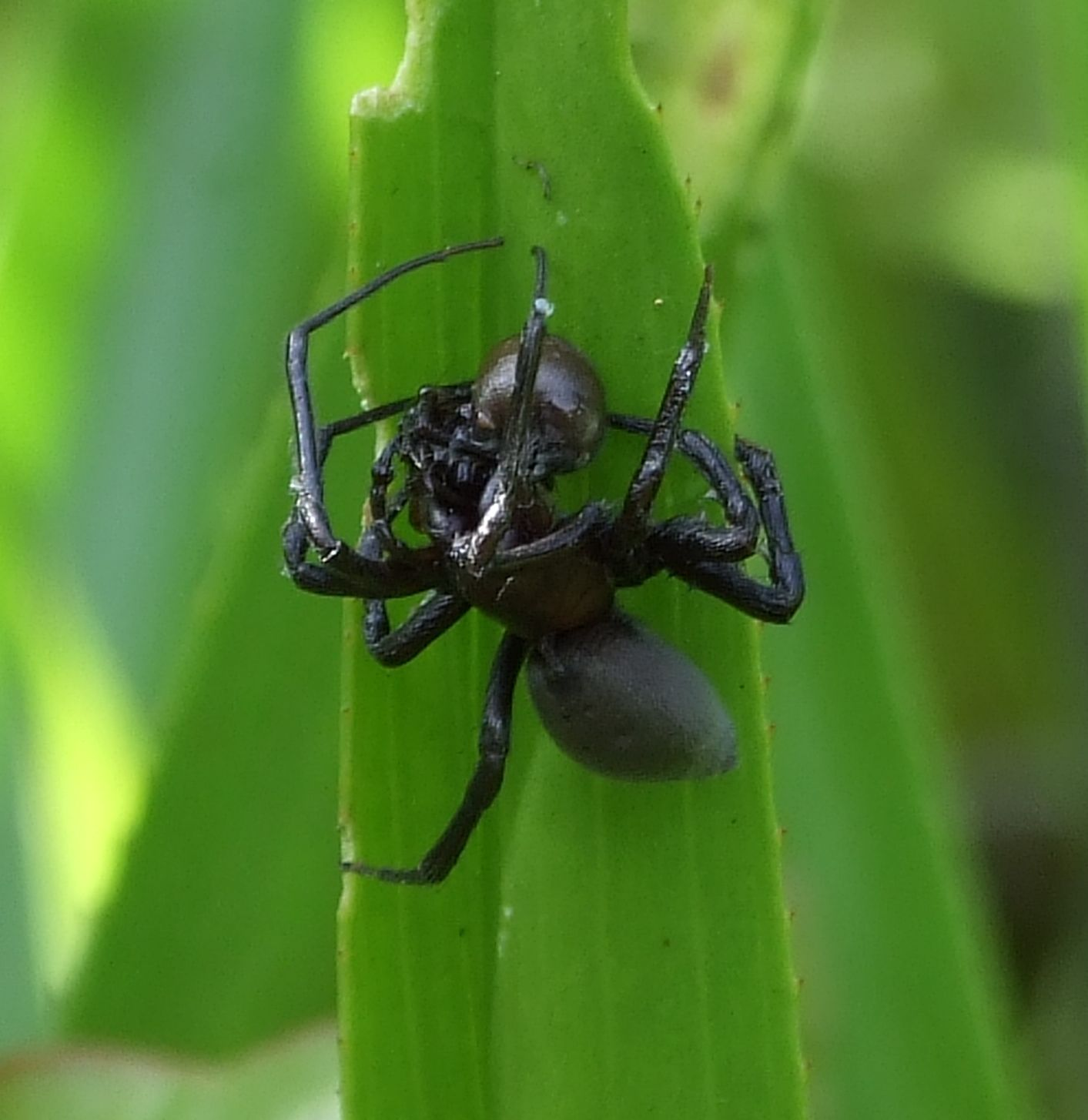
水蛛偶尔也会出现在水面上

水蛛是一种完全生活在水下的蜘蛛，它们在水下栖息、捕食、交配、产卵，它们一般仅在需要补充氧气的时候浮上水面，偶尔也会带着猎物浮上水面。它们在水面上获得氧气后，会将气泡存储在腹部和腿上疏水性的毛发间，这时候腹部看起来就像是镀了一层银一般。人工饲养的水蛛平均寿命为两年。
它们生活在英国、欧洲大陆和北亚干净的淡水中湖泊、池塘及流速缓慢的溪流中，日本存在水蛛的一个亚种A. a. japonica。
雄蛛比雌蛛大30%，长10—15 mm（0.39—0.59英寸），雌蛛长8—12 mm（0.31—0.47英寸）。这种两性异形特征在蜘蛛中也是很罕见，一般都是雌蛛比雄蛛大。这可能是由于更活跃的雄蛛需要更大的力量来抵抗水中的压力。
它们以水中的昆虫和甲壳动物为食，常见的食物包括孑孓和水蚤。它们的天敌则是蛙类和鱼类。